# Liste der Kulturdenkmale in Suhl
Die Liste der Kulturdenkmale in Suhl führt die Kulturdenkmale der südthüringischen Stadt Suhl auf. Grundlage ist die Liste der Denkmalensembles und der Bau- und Kunstdenkmale der Stadt Suhl mit Eingemeindungen, veröffentlicht im Suhler Amtsblatt.(Stand: 1. August 2012) Die folgenden Angaben ersetzen nicht die rechtsverbindliche Auskunft der Denkmalschutzbehörde. Etwaige Kulturdenkmale in den im Jahr 2019 eingemeindeten Ortsteilen Gehlberg und Schmiedefeld am Rennsteig fehlen.

## Legende
- Bild: zeigt ein Bild des Kulturdenkmals und gegebenenfalls einen Link zu weiteren Fotos des Kulturdenkmals im Medienarchiv Wikimedia Commons
- Bezeichnung: Name, Bezeichnung oder die Art des Kulturdenkmals
- Lage: Wenn vorhanden Straßenname und Hausnummer des Kulturdenkmals; Grundsortierung der Liste erfolgt nach dieser Adresse. Der Link Karte führt zu verschiedenen Kartendarstellungen und nennt die Koordinaten des Kulturdenkmals.
 Kartenansicht, um Koordinaten zu setzen – in dieser Kartenansicht sind Kulturdenkmale ohne Koordinaten mit einem roten bzw. orangen Marker dargestellt und können in der Karte gesetzt werden. Kulturdenkmale ohne Bild sind mit einem blauen bzw. roten Marker gekennzeichnet, Kulturdenkmale mit Bild mit einem grünen bzw. orangen Marker.
- Datierung: gibt das Jahr der Fertigstellung beziehungsweise das Datum der Erstnennung oder den Zeitraum der Errichtung an
- Beschreibung: bauliche und geschichtliche Einzelheiten des Kulturdenkmals, vorzugsweise die Denkmaleigenschaften
- ID: Die ID identifiziert das Kulturdenkmal eindeutig. In Thüringen sind aktuell keine IDs veröffentlicht. In der ID-Spalte kann sich auch folgendes Icon  befinden, dies führt zu Angaben zu diesem Kulturdenkmal bei Wikidata.

## Stadtgebiet Suhl

### Denkmalensembles
| Bild                                    | Bezeichnung                                            | Lage                          | Datierung | Beschreibung | ID |
| --------------------------------------- | ------------------------------------------------------ | ----------------------------- | --------- | --- | -- |
| Fotos hochladen                         | Historischer Stadtkern Suhl                            | Marktplatz (Karte)            |           | |    |
| Fotos hochladen                         | Historische Häuserzeile „Am Bahnhof 2 – 17“            | Am Bahnhof (Karte)            |           | |    |
| Fotos hochladen                         | Historisches Industriegelände der Fa. Sauer in Suhl    | Auenstraße (Karte)            |           | |    |
| Direkt Bild zu diesem Denkmal hochladen | Ensemble „Südwestliche Stadterweiterung“               | Koordinaten fehlen! Hilf mit. |           | umfasst Teile der August-Bebel-Straße, Bahnhofstraße, Dr.-Theodor-Neubauer-Straße, Friedensstraße, Naumannstraße, Schleusinger Straße, Senfte, Straße der Opfer des Faschismus, des Windmühlenwegs und Flurstücke der Gemarkung Suhl. Die typischen villenähnlichen Gebäude stehen für die Zeit um die Jahrhundertwende und den wirtschaftlichen Aufschwung durch die Industrialisierung zur Gründerzeit. |    |
| BW                                      | Historische Villensiedlung „Dombergweg“                | Dombergweg (Karte)            |           | |    |
| Fotos hochladen                         | Historische Mietwohnsiedlung „Ilmenauer Straße“        | Ilmenauer Straße (Karte)      |           | |    |
| Fotos hochladen                         | Historische Häuserzeile „Windeweg“                     | Windeweg (Karte)              |           | |    |
| BW                                      | Historischer Straßenzug „Wolfsgrube / Grünewaldstraße“ | Wolfsgrube (Karte)            |           | |    |
| Fotos hochladen                         | Ehemalige „Porzellanfabrik Schlegelmilch“              | Lauter                        |           | |    |

### Übergreifende bauliche Anlagen
| Bild            | Bezeichnung                                                                  | Lage                          | Datierung | Beschreibung | ID |
| --------------- | ---------------------------------------------------------------------------- | ----------------------------- | --------- | ------------ | -- |
| Fotos hochladen | Viadukte und Unterführungen des Bahnstreckenabschnitts Suhl – Suhl-Heinrichs | Koordinaten fehlen! Hilf mit. |           |              |    |

### Einzeldenkmale
| Bild                           | Bezeichnung                                                                | Lage                                                             | Datierung | Beschreibung | ID |
| ------------------------------ | -------------------------------------------------------------------------- | ---------------------------------------------------------------- | --------- | --- | -- |
| Fotos hochladen                | Kurhaus „Wilhelmshöhe“                                                     | Albrechtser Berg 41                                              |           | |    |
| Fotos hochladen                | Wohnhaus mit Einfriedung, Garten und Nebengebäude                          | Am Bahnhof 3 (Karte)                                             |           | |    |
| Fotos hochladen                | Wohnhaus mit Garten und Nebengebäude                                       | Am Bahnhof 6 (Karte)                                             |           | |    |
| Fotos hochladen                | Wohnhaus mit Vorgarten                                                     | Am Bahnhof 7 (Karte)                                             |           | |    |
| Fotos hochladen                | Wohnhaus                                                                   | Am Bahnhof 8 (Karte)                                             |           | |    |
| Fotos hochladen                | Wohnhaus mit Garten und Nebengebäude                                       | Am Bahnhof 10 (Karte)                                            |           | |    |
| Fotos hochladen                | Wohnhaus mit Garten und Nebengebäude                                       | Am Bahnhof 12 (Karte)                                            |           | |    |
| Fotos hochladen                | Wohnhaus mit Garten und Nebengebäude                                       | Am Bahnhof 14 (Karte)                                            |           | |    |
| Fotos hochladen                | Wohnhaus mit Garten und Nebengebäude                                       | Am Bahnhof 15 (Karte)                                            |           | 1903 vom Suhler Baumeister Richard Hopf mit neobarocker Putzfassade für die Porzellanfabrikantenfamilie Schlegelmilch errichtet |    |
| Fotos hochladen                | Wohnhaus                                                                   | Am Bahnhof 17 (Karte)                                            |           | |    |
| Fotos hochladen                | ehemaliges Schützenhaus                                                    | Am Bahnhof 28 (Karte)                                            |           | |    |
| BW                             | Wohnhaus                                                                   | An der Kunst 8 (Karte)                                           |           | |    |
| Fotos hochladen                | Schillingschmiede mit technischer Ausstattung                              | An der Schneid (Karte)                                           |           | |    |
| Fotos hochladen                | ehemals Waffenfabrik Sauer, Gebäude 44 und 83                              | Auenstraße 3–5 (Karte)                                           |           | |    |
| Fotos hochladen                | Wohnhaus mit Nebengebäude                                                  | Auf der Mauer 2                                                  |           | |    |
| Fotos hochladen                | Casino mit Nebengebäude; Gesellschaftshaus                                 | Bahnhofstraße 1 (Karte)                                          |           | 1865 für den „Geselligen Verein Suhl“ errichtet und 1887 erweitert; zwei Eckrisalite und höherer Mittelrisalit mit klassizistischen Architekturelementen; im erhöhten Mittelteil Decke und Logen mit barockisierendem Dekor erhalten |    |
| Fotos hochladen                | Polizeiinspektion mit Nebengebäude                                         | Bahnhofstraße 2 (Karte)                                          |           | wurde 1926 als Preußisches Polizeiamt mit klassizistischer Gliederung errichtet. |    |
| weitere Bilder Fotos hochladen | ehemals Kulturhaus „Haus Philharmonie“ mit Grünanlage                      | Bahnhofstraße 6/8 (Karte)                                        |           | 1955 bis 1957 mit Theatersaal (690 Plätze) und Kino (407 Plätze) errichtet, neoklassische Elementen wie dem pfeilergetragenen Eingangsgiebel mit einer Figurengruppe, hohe schmale Fenster und Mauerblenden (Lisene). 1976 bis 1978 um einen Funktionsbau ergänzt, der wie Teile des Ursprungsgebäudes 2010 abgerissen wurde. Das verbleibende Portalgebäude wurde entkernt und beherbergt seit 2022 als Haus das der Geschichte das Stadtarchiv und das Magazin des Waffenmuseums. |    |
| Fotos hochladen                | Wohn- und Geschäftshaus, 1889 für die Reichsbank Berlin                    | Bahnhofstraße 7 (Karte)                                          |           | |    |
| Fotos hochladen                | Wohn- und Geschäftshaus mit Nebengebäude                                   | Bahnhofstraße 9 (Karte)                                          |           | |    |
| Fotos hochladen                | Wohn- und Geschäftshaus                                                    | Bahnhofstraße 11 (Karte)                                         |           | |    |
| Fotos hochladen                | Wohn- und Geschäftshaus                                                    | Bahnhofstraße 12 (Karte)                                         |           | |    |
| Fotos hochladen                | Wohn- und Geschäftshaus                                                    | Bahnhofstraße 14 (Karte)                                         |           | |    |
| Fotos hochladen                | Wohnhaus mit Einfriedung                                                   | Bahnhofstraße 15 (Karte)                                         |           | |    |
| Fotos hochladen                | Wohnhaus mit Nebengebäude                                                  | Bahnhofstraße 17a (Karte)                                        |           | |    |
| Fotos hochladen                | Wohnhaus mit Garten                                                        | Bahnhofstraße 19, (Karte)                                        |           | 1907 für den Schneidermeister Bernhard Endter vom Suhler Architekten Bernhard Kämmerer in Formen des Jugendstils |    |
| Fotos hochladen                | Villa mit Garten                                                           | Bahnhofstraße 20 (Karte)                                         |           | 1906 für den Waffenfabrikanten Franz Sauer im Stil italienischer Renaissancepaläste |    |
| Fotos hochladen                | Villa mit Garten                                                           | Bahnhofstraße 21, 1905 für den Fabrikanten Ch. Schilling (Karte) |           | |    |
| Fotos hochladen                | Wohnhaus mit Garten                                                        | Bahnhofstraße 23 (Karte)                                         |           | |    |
| Fotos hochladen                | Empfangsgebäude Bahnhof Suhl                                               | Bahnhofstraße 28 (Karte)                                         |           | Hauptgebäude 1887 in Naturstein errichtet mit neogotischem Mittelrisalit |    |
| Fotos hochladen                | ehemals Hochbaumeisterei und Wohnhaus für Bahnbeamte.                      | Bahnhofstraße 30 (Karte)                                         |           | |    |
| weitere Bilder Fotos hochladen | Bismarckturm                                                               | Domberg (Karte)                                                  |           | |    |
| weitere Bilder Fotos hochladen | Ottilienkapelle                                                            | Dombergweg (Karte)                                               |           | 1843 errichtet, 1945 zerstört und 1953 neu aufgebaut |    |
| Fotos hochladen                | Villa mit Einfriedung                                                      | Dombergweg 3 (Karte)                                             |           | 1908 für den Fabrikanten Friedrich Kober errichtet |    |
| weitere Bilder Fotos hochladen | ehemalige Fabrikantenvilla (Villa Simson)                                  | Dombergweg 7 (Karte)                                             |           | 1912 nach Plänen von Hermann Muthesius errichtet |    |
| Fotos hochladen                | Schule mit Nebengebäude, Turnhalle, Einfriedung                            | Friedensstraße 1                                                 |           | Gymnasium, 1903 als „Königliche Realschule“ errichtet; Klinkerbau im neogotischen Stil; neoromanische Säulenhalle im Eingang, große Aula im Obergeschoss, Turnhalle im Hof; 1929 Erweiterungsbau mit Fensterbändern im Stil der Moderne |    |
| Fotos hochladen                | Wohnhaus                                                                   | Friedensstraße 6                                                 |           | |    |
| Fotos hochladen                | Wohnhaus mit Nebengebäude                                                  | Friedensstraße 10                                                |           | |    |
| Fotos hochladen                | Brücke über die Lauter „Freundsbrücke“                                     | Friedrich-König-Straße (Karte)                                   |           | |    |
| Fotos hochladen                | Verlag „Freies Wort“                                                       | Friedrich-König-Straße 6                                         |           | 1953 Baubeginn auf dem Gelände der ehemaligen Gasanstalt für Druckerei, Redaktion und Verlag; 1955 Fertigstellung des Hauptgebäudes mit klassizistischer Fassadengliederung und Betonung des Eingangs in der Mittelachse |    |
| weitere Bilder Fotos hochladen | ehemaliges Malzhaus, heute Waffenmuseum                                    | Friedrich-König-Straße 19 (Karte)                                |           | Das ursprünglich Untere Malzhaus der Stadt wurde im Zuge des Dreißigjährigen Krieges zerstört und im Jahr 1668 wegen der Feuergefahr direkt am Ufer der Lauter errichtet. Die dreiflügelige Anlage hat durchgehende Gewölbekeller, auf denen sich ein massives Sockelgeschoss, ein Fachwerkobergeschoss und ein steiler Dachstuhl befinden. Nach dem Verlust der Braurechte im 19. Jahrhundert folgte im Jahr 1917 ein Umbau für Wohnzwecke. Insgesamt entstanden acht Wohnungen sowie die heutige Fensterfront. Ab 1945 wurde das Malzhaus saniert und das Bezirkshaus für Volkskunst zieht in die ehemaligen Wohnungen. Im linken Flügel des Hauses wird 1957 ein Heimatmuseum etabliert. Seit einem weiteren umfangreichen Umbau im Jahr 1971 wird das Gebäude als städtisches Waffenmuseum genutzt. |    |
| Fotos hochladen                | Gewölbekeller                                                              | Gothaer Straße 5 (Karte)                                         |           | |    |
| Fotos hochladen                | Wohnhaus mit Nebengebäude                                                  | Gothaer Straße 15 (Karte)                                        |           | Wohnhaus Wagner 1873 für den Lederfabrikanten Edmund Wagner errichtet; Verputzter Fachwerkbau mit Neorenaissancefassade und Gliederung mit Gesimsen, Quaderung, Konsolen und Attika mit Balustern; Nischenfiguren: Apollo, Hermes, Hephaistos und Mars |    |
| Fotos hochladen                | Wohnhaus                                                                   | Gothaer Straße 24 (Karte)                                        |           | |    |
| Fotos hochladen                | Wohn- und Geschäftshaus.                                                   | Gothaer Straße 52 (Karte)                                        |           | Kopfbau einer historischen Häuserzeile, klassizistische Fassadengestaltung, mit Säulen flankiertes Eingangsportal, historische Holztür, im Gebäudeinnern teilweise erhaltene historische Einrichtung. Der Gebäudekern stammt aus der Zeit vor 1634, Umbauten erfolgten im 19. Jahrhundert. Ab 1881 Wohnhaus der Fabrikantenfamilie J. Römer, ab 1903 Werkstätten der Gewehrfabrik A. W. Wolf auf dem Grundstück. Grundsanierung 1994–1996 durch Bauingenieur Dipl.-Ing. W. Büttner. 1996 Nominierung für den Denkmalpreis der Stadt Suhl. Erneute umfassende Gebäudesanierung 2018–2020. |    |
| Fotos hochladen                | Wohn- und Geschäftshaus                                                    | Gothaer Straße 58 (Karte)                                        |           | |    |
| Fotos hochladen                | Wohn- und Geschäftshaus                                                    | Gothaer Straße 59 (Karte)                                        |           | |    |
| BW                             | Villa mit Garten und Einfriedung                                           | Gothaer Straße 113 (Karte)                                       |           | |    |
| BW                             | Wohnhaus                                                                   | Heldersbacher Weg 1 (Karte)                                      |           | |    |
| BW                             | Kellerhaus                                                                 | Heldersbacher Weg 8 (Karte)                                      |           | |    |
| Fotos hochladen                | Transformatorenhaus und Brunnen                                            | Hohe Röder                                                       |           | Trafostation um 1900, Jugendstil, heute „Trafostation für Tiere“ |    |
| Fotos hochladen                | Wohn- und Geschäftshaus mit Nebengebäude                                   | Judithstraße 58                                                  |           | |    |
| Fotos hochladen                | ehemaliges Kreishaus, heute Behördenzentrum                                | Karl-Liebknecht-Straße 4                                         |           | |    |
| BW                             | Wohnhaus, abgerissen                                                       | Kefersteinstraße 7 (Karte)                                       |           | |    |
| Fotos hochladen                | Wohnhaus mit Nebengebäude, Garten und Einfriedung                          | Kellerstraße 4                                                   |           | |    |
| Fotos hochladen                | Wohnhaus mit Garten und Einfriedung                                        | Kellerstraße 6                                                   |           | |    |
| Fotos hochladen                | Wohnhaus mit Nebengebäude und Garten                                       | Kellerstraße 8                                                   |           | |    |
| weitere Bilder Fotos hochladen | Evangelische Kirche St. Marien mit künstlerischer Ausstattung              | Kirchgasse 9 (Karte)                                             |           | 1487–1491 spätgotischer Vorgängerbau errichtet; durch Brände 1590, 1634 und 1753 zerstört; 1757–1761 Wiederaufbau nach Plänen von J.P. Kober und L.A. Hoffmann; kunstvoller Kanzelaltar und Orgelprospekt in reichen Rokokoformen |    |
| Fotos hochladen                | Wohnhaus                                                                   | Kirchgasse 12 (Karte)                                            |           | |    |
| Fotos hochladen                | Wohnhaus mit Nebengebäude, Garten und Einfriedung                          | Kommerstraße 8                                                   |           | |    |
| Fotos hochladen                | Wohnhaus mit Nebengebäude, Garten und Einfriedung                          | Kommerstraße 9                                                   |           | |    |
| Fotos hochladen                | Wohnhaus mit Garten und Einfriedung                                        | Kommerstraße 10                                                  |           | |    |
| Fotos hochladen                | Gasthaus mit Nebengelassen (Lauterer Wirtshaus)                            | Lauter 7 (Karte)                                                 |           | |    |
| BW                             | Wohnhaus mit Nebengebäude und Garten                                       | Lauwetter 31 (Karte)                                             |           | Der Porzellanfabrikant Leonhard Schlegelmilch ließ die Villa um 1890 für sich und seine Familie errichten. Im Herbst 2014 wurde sie wegen Einsturzgefahr abgebrochen. |    |
| Fotos hochladen                | Reihenhaussiedlung                                                         | Linsenhofer Straße 81–87                                         |           | |    |
| weitere Bilder Fotos hochladen | Marktplatz mit Waffenschmied-Brunnen                                       | Marktplatz (Karte)                                               |           | |    |
| weitere Bilder Fotos hochladen | Rathaus                                                                    | Marktplatz 1 (Karte)                                             |           | 1817 auf massiven Resten eines Vorgängerbaus wiedererrichtet, 1903 nach einem Entwurf von Rudolf Ludloff aufgestockt, 1913 neobarocke Fassadengestaltung, 1920 in der Zeit des Kapp-Putsches umkämpft |    |
| Fotos hochladen                | ehemaliges Amtshaus                                                        | Marktplatz 2 (Karte)                                             |           | heute Arbeitsgericht, mit hofseitiger Einfriedung; Vorgängerbauten 1604 und 1652; durch Brände 1634 und 1753 zerstört; 1811 bis 1813 Wiederaufbau mit klassizistischer Fassade als königlich-sächsisches Amtshaus |    |
| Fotos hochladen                | Wohn- und Geschäftshaus mit Nebengebäude                                   | Marktplatz 4 (Karte)                                             |           | |    |
| Fotos hochladen                | Kaufhaus                                                                   | Marktplatz 12/13                                                 |           | 1928, von dem Gothaer Architekten Karl Otto für den Konsumverein im Bauhausstil entworfen |    |
| BW                             | Atelierhaus des Malers Alexander Gerbing                                   | Mühltorstraße 44 (Karte)                                         |           | |    |
| BW                             | Wohnhaus mit Garten und Einfriedung                                        | Mühltorstraße 56 (Karte)                                         |           | |    |
| Fotos hochladen                | Wohnhaus                                                                   | Naumannstraße 7                                                  |           | |    |
| Fotos hochladen                | Wohnhaus mit Nebengebäude                                                  | Naumannstraße 9                                                  |           | |    |
| Fotos hochladen                | Wohnhaus                                                                   | Naumannstraße 11                                                 |           | |    |
| Fotos hochladen                | ehemaliges Stadtgefängnis                                                  | Neundorfer Straße 10                                             |           | heute Archiv |    |
| Fotos hochladen                | ehemaliges Suhler Armen- und Waisenhaus                                    | Neundorfer Straße 25 (Karte)                                     |           | 1517 am Rande von Suhl als Armen- und Siechenhaus errichtet, 1687 entstand das Gebäude in heutiger Form, 1792 nach umfangreicher Reparatur Unterbringung der neu gegründeten Suhler Waisenanstalt, Fachwerk geprägt durch „Wilder-Mann“- und „Thüringer Leiter “- Motiv |    |
| Fotos hochladen                | Wohnhaus                                                                   | Neundorfer Straße 24 (Karte)                                     |           | |    |
| Fotos hochladen                | Wohnhaus                                                                   | Pfarrstraße 3a (Karte)                                           |           | |    |
| Fotos hochladen                | Haus der Gewerkschaften                                                    | Platz der deutschen Einheit 4                                    |           | |    |
| Fotos hochladen                | Wohnhaus                                                                   | Puschkinstraße 6                                                 |           | |    |
| Fotos hochladen                | Abschnitt Alte Tränke bis Suhler Ausspanne                                 | Rennsteig (Karte)                                                |           | Der Höhenweg ist ein Einzel-Kulturdenkmal im Sinne einer Sachgesamtheit. |    |
| BW                             | Wohnhaus mit Nebengebäude                                                  | Riemenschneiderstraße 7 (Karte)                                  |           | |    |
| Fotos hochladen                | Wohnhaus mit Nebengebäude und Garten                                       | Riemenschneiderstraße 10                                         |           | |    |
| Fotos hochladen                | Wohn- und Geschäftshaus                                                    | Rimbachstraße 4                                                  |           | |    |
| Fotos hochladen                | Restaurant Tivoli                                                          | Rimbachstraße 24                                                 |           | |    |
| BW                             | Geschäftshaus                                                              | Rimbachstraße 45 (Karte)                                         |           | |    |
| Fotos hochladen                | Ladengebäud                                                                | Rimbachstraße 49 (Karte)                                         |           | ehemaliger Konsum |    |
| BW                             | Verwaltungsgebäude                                                         | Rimbachstraße 53 (Karte)                                         |           | |    |
| Fotos hochladen                | Wohnhaus                                                                   | Rimbachstraße 54 (Karte)                                         |           | |    |
| Fotos hochladen                | Wohnhaus                                                                   | Rosa-Luxemburg-Straße 9                                          |           | |    |
| Fotos hochladen                | Postgebäude                                                                | Schleusinger Straße 2–6 (Karte)                                  |           | 1887 als Kaiserliches Postamt im Stile des Historismus nach Entwürfen von Regierungsbaumeister Alfinger errichtet |    |
| Fotos hochladen                | Wohnhaus mit Garten                                                        | Schleusinger Straße 7 (Karte)                                    |           | |    |
| Fotos hochladen                | Mehrfamilienhaus mit Nebengebäude                                          | Schleusinger Straße 21/23 (Karte)                                |           | |    |
| Fotos hochladen                | Wohnhaus                                                                   | Schleusinger Straße 27 (Karte)                                   |           | |    |
| Fotos hochladen                | Wohnhaus                                                                   | Schleusinger Straße 28 (Karte)                                   |           | |    |
| Fotos hochladen                | ehemalige Fabrikantenvilla (Sauer)                                         | Schleusinger Straße 28a (Karte)                                  |           | |    |
| Fotos hochladen                | Wohnhaus                                                                   | Schleusinger Straße 30 (Karte)                                   |           | |    |
| Fotos hochladen                | Wohnhaus mit Vorgarten                                                     | Schleusinger Straße 37 (Karte)                                   |           | |    |
| Fotos hochladen                | Doppelhaus                                                                 | Schleusinger Straße 50/52 (Karte)                                |           | |    |
| Fotos hochladen                | Wohnhaus                                                                   | Schleusinger Straße 53 (Karte)                                   |           | |    |
| Fotos hochladen                | Felsenkeller                                                               | Schleusinger Straße 63 (Karte)                                   |           | |    |
| Fotos hochladen                | Villa mit Einfriedung                                                      | Schleusinger Straße 65 (Karte)                                   |           | |    |
| Fotos hochladen                | Villa „Kunigunde“ mit Garten                                               | Schleusinger Straße 122 (Karte)                                  |           | |    |
| BW                             | Wohnhaus                                                                   | Schleusinger Straße 170 (Karte)                                  |           | |    |
| BW                             | Kurhaus am Friedberg mit Garten                                            | Schleusinger Straße 220 (Karte)                                  |           | |    |
| Fotos hochladen                | Gasthof „Zum roten Ochsen“                                                 | Schmückestraße 21                                                |           | |    |
| Fotos hochladen                | Wohn- und Geschäftshaus                                                    | Senfte 10                                                        |           | |    |
| Fotos hochladen                | Ehrenmal für antifaschistische Widerstandskämpfer                          | Stadtpark (Karte)                                                |           | |    |
| weitere Bilder Fotos hochladen | Evangelische Kreuzkirche mit künstlerischer Ausstattung                    | Steinweg (Karte)                                                 | 1731      | 1731 bis 1739 errichtet nach Plänen von J.M. Schmidt und J.S. Gerbig; Turm und Schaufassade an der Ostseite; barocker Kanzelaltar von J.H. Reinhardt; 1740 Orgel vom oldenburgischen Orgelbauer Eilert Köhler |    |
| Fotos hochladen                | Wohn- und Geschäftshaus mit Nebengebäude                                   | Steinweg 3 (Karte)                                               |           | |    |
| Fotos hochladen                | Wohn- und Geschäftshaus (Mohrenapotheke) mit Nebentrakt                    | Steinweg 10 (Karte)                                              |           | |    |
| Fotos hochladen                | Wohn- und Geschäftshaus mit Nebengebäude                                   | Steinweg 13 (Karte)                                              |           | |    |
| Fotos hochladen                | Wohn- und Geschäftshaus                                                    | Steinweg 14 (Karte)                                              |           | |    |
| Fotos hochladen                | Wohn- und Geschäftshaus mit Nebengebäude                                   | Steinweg 17 (Karte)                                              |           | 1913 Umbau zweier Fachwerkhäuser für die Firma Heinrich Wesser durch den Meininger Architekten Lutz; Fassade mit klassizistischen Elementen an der historischen Ladenzeile und den Fenstern, Klappläden und geschmückten Medaillons |    |
| Fotos hochladen                | Wohn- und Geschäftshaus mit Nebengebäude                                   | Steinweg 20 (Karte)                                              |           | 1900 nach Plänen von Rudolf Ludloff aus München als Wohn- und Geschäftshaus für den Gewehrfabrikanten Justin Meffert errichtet; Neorenaissancebau mit reich dekorierter Sandsteinfassade und Erker; 1929/33 für die Kreissparkasse umgebaut |    |
| Fotos hochladen                | Wohn- und Geschäftshaus mit Nebengebäude                                   | Steinweg 21 (Karte)                                              |           | |    |
| weitere Bilder Fotos hochladen | Evangelisches Pfarramt mit Hof und Nebengebäude                            | Steinweg 24 (Karte)                                              |           | Pfarrhaus der Kreuzkirchgemeinde, 1753 nach Stadtbrand auf Resten des Vorgängerbaues errichtet; Fachwerk mit Thüringer Leitermotiv; typisches Torhaus mit Durchfahrt, im Hof Nebengebäude mit Laubengang |    |
| Fotos hochladen                | Wohn- und Geschäftshaus (Rokokohaus) mit Nebengebäude                      | Steinweg 26 (Karte)                                              |           | Das Rokokohaus ließ der Gewehrfabrikant Hans Steigleder nach dem Stadtbrand 1756 auf alten Kellern wieder aufbauen. Stuckfassade in wertvollem Rokokodekor; Inschriften zur Erbauungszeit und zum Umbau durch I. Sander 1924 |    |
| Fotos hochladen                | Wohn- und Geschäftshaus mit Nebengebäude                                   | Steinweg 29 (Karte)                                              |           | |    |
| Fotos hochladen                | Wohnhaus der Waffenfabrikantenfamilie Haenel                               | Steinweg 30 (Karte)                                              |           | |    |
| Fotos hochladen                | Wohn- und Geschäftshaus (Spangenbergsches Haus)                            | Steinweg 31 (Karte)                                              |           | 1745 erbaut, Wohnhaus der Familie Spangenberg |    |
| Fotos hochladen                | Wohn- und Geschäftshaus mit Nebengebäude                                   | Steinweg 33 (Karte)                                              |           | Händlerhof, 1721 auf älteren Kellergewölben errichtet; typisches Bürgerhaus mit Toreinfahrt, Nebengebäude, Stall und rückwärtiger Scheune um den Innenhof; verputztes Fachwerkhaus auf Sandsteinsockel |    |
| weitere Bilder Fotos hochladen | Evangelische Kapelle Zum Hl. Kreuz mit künstlerischer Ausstattung          | Steinweg 39 (Karte)                                              |           | Mitte des 15. Jahrhunderts erstmals urkundlich erwähnt; 1555 Neuanlage des Friedhofes und Erweiterung zur Gottesackerkirche am unteren Tor; 1618 Errichtung des massiven Chorbaues mit gotischen Formen |    |
| Fotos hochladen                | Evangelischer Kindergarten                                                 | Steinweg 39 (Karte)                                              |           | 1887 Neubau des Fachwerkgebäudes |    |
| weitere Bilder Fotos hochladen | Jüdischer Friedhof                                                         | Straße der Opfer des Faschismus (Karte)                          |           | |    |
| Fotos hochladen                | Verwaltungsgebäude (Krankenkasse) mit Grünfläche                           | Straße der Opfer des Faschismus 1                                |           | 1925 nach Entwurf der Baufirma Gebr. Hopf für Verwaltung der Allgemeinen Ortskrankenkasse, Zahnarzt und Baderäume errichtet; Klassizistische Gliederung auf rustikalem Sockelgeschoss; im Zwerchhaus Figur mit Symbolen, Äskulapstab und Flaschen für Medizin und Pharmazie |    |
| Fotos hochladen                | Gymnasium mit Nebengebäude und Schulhof                                    | Straße der Opfer des Faschismus 3                                |           | |    |
| Fotos hochladen                | Kommunaler Friedhof                                                        | Straße der Opfer des Faschismus 35                               |           | |    |
| BW                             | Gedenkstein „Tote Männer“                                                  | Wald am Mittelberg (Karte)                                       |           | |    |
| Fotos hochladen                | Wohn- und Geschäftshaus                                                    | Wertherstraße 1                                                  |           | |    |
| Fotos hochladen                | Wohnhaus                                                                   | Wertherstraße 3                                                  |           | |    |
| Fotos hochladen                | „Bornmüllerturm“                                                           | Wilhelm-Busch-Straße 36                                          |           | |    |
| Fotos hochladen                | Wohnhaus                                                                   | Windeweg 2 (Karte)                                               |           | |    |
| Fotos hochladen                | Wohnhaus mit Nebengebäude                                                  | Windeweg 8 (Karte)                                               |           | |    |
| weitere Bilder Fotos hochladen | Katholische Kirche St. Kilian mit künstlerischer Ausstattung und Pfarrhaus | Windmühlenweg 2 (Karte)                                          |           | 1898 neogotische Kirche mit Pfarrhaus, Klinkerbau mit Strebepfeilern von Dachreiter bekrönt |    |
| weitere Bilder Fotos hochladen | Windmühle                                                                  | Windmühlenweg 8 (Karte)                                          | 1848      | |    |
| weitere Bilder Fotos hochladen | sowjetisches Ehrenmal                                                      | Würzburger Straße (Karte)                                        |           | |    |
| Fotos hochladen                | Lauterschule mit Turnhalle                                                 | Ziegenbergweg 1 (Karte)                                          |           | |    |

## Albrechts

### Denkmalensembles
| Bild            | Bezeichnung                          | Lage                          | Datierung | Beschreibung | ID |
| --------------- | ------------------------------------ | ----------------------------- | --------- | ------------ | -- |
| Fotos hochladen | Historischer Ortskern Suhl-Albrechts | Koordinaten fehlen! Hilf mit. |           |              |    |

### Einzeldenkmale
| Bild                           | Bezeichnung                                                         | Lage                       | Datierung | Beschreibung                            | ID |
| ------------------------------ | ------------------------------------------------------------------- | -------------------------- | --------- | --------------------------------------- | -- |
| BW                             | ehemaliger Herrensitz (Aschenhof)                                   | Aschenhofer Weg 10 (Karte) |           |                                         |    |
| BW                             | Wohnhaus                                                            | Goldbachstraße 42 (Karte)  |           |                                         |    |
| weitere Bilder Fotos hochladen | Evangelische Pfarrkirche St. Nicolai mit künstlerischer Ausstattung | Kirchberg 5 (Karte)        |           | Kirchturm 1671, Kirchenschiff 1789–1776 |    |
| BW                             | Wohnhaus                                                            | Kirchberg 7 (Karte)        |           |                                         |    |
| BW                             | ehemaliges Pfarrhaus mit Nebengebäuden                              | Kirchberg 15 (Karte)       |           |                                         |    |
| BW                             | Wohnstallhaus                                                       | Rüssestraße 6 / 8 (Karte)  |           |                                         |    |
| BW                             | Wohnhaus                                                            | Zum Zimmergrund 13 (Karte) |           |                                         |    |
| Fotos hochladen                | Wassermühle (Obere Mühle) mit Mühlrad und Ausstattung               | Zum Zimmergrund 20 (Karte) |           |                                         |    |
| BW                             | Wohnhaus                                                            | Zum Zimmergrund 21 (Karte) |           |                                         |    |
| BW                             | Wohnstallhaus                                                       | Zum Zimmergrund 30 (Karte) |           |                                         |    |
| Fotos hochladen                | Gefallenendenkmal mit Grün- und Terrassenanlage                     | (Karte)                    |           |                                         |    |

## Dietzhausen

### Denkmalensembles
| Bild                                    | Bezeichnung                                                   | Lage                          | Datierung | Beschreibung | ID |
| --------------------------------------- | ------------------------------------------------------------- | ----------------------------- | --------- | ------------ | -- |
| Direkt Bild zu diesem Denkmal hochladen | Historischer Ortskern Dietzhausen                             | Koordinaten fehlen! Hilf mit. |           |              |    |
| Direkt Bild zu diesem Denkmal hochladen | Wohn- und Kleingehöftsiedlung Dietzhausen                     | Koordinaten fehlen! Hilf mit. |           |              |    |
| Fotos hochladen                         | Friedhof mit sowjetischem Mahnmal, Friedhofshalle, Umfriedung | Am Rain (Karte)               |           |              |    |

### Einzeldenkmale
| Bild                           | Bezeichnung                                                     | Lage                       | Datierung | Beschreibung                                                                                         | ID |
| ------------------------------ | --------------------------------------------------------------- | -------------------------- | --------- | --- | -- |
| BW                             | Wohn- und Geschäftshaus                                         | Hauptstraße 232 (Karte)    |           | |    |
| BW                             | Wohnhaus                                                        | Hauptstraße 250 (Karte)    |           | |    |
| weitere Bilder Fotos hochladen | Evangelische Kirche St. Johannes mit künstlerischer Ausstattung | Hauptstraße 272 (Karte)    |           | erste Kirche 1634 zerstört, 1681–1684 Neubau in Fachwerk, Umbau 1717, kunstvolle barocke Ausstattung |    |
| BW                             | Wohnhaus mit Hofgebäude                                         | Schleusinger Weg 1 (Karte) |           | |    |
| Fotos hochladen                | ehemalige Schule                                                | Seßlesstraße 2 (Karte)     |           | |    |
| BW                             | Wohnhaus                                                        | Zipfel 4 (Karte)           |           | |    |

## Goldlauter

### Einzeldenkmale
| Bild                           | Bezeichnung                                             | Lage                     | Datierung | Beschreibung | ID |
| ------------------------------ | ------------------------------------------------------- | ------------------------ | --------- | ------------ | -- |
| BW                             | Denkmal für Gefallene 1914/18                           | Kirchberg (Karte)        |           |              |    |
| weitere Bilder Fotos hochladen | Evangelische Pfarrkirche mit künstlerischer Ausstattung | Pochwerksgrund (Karte)   |           |              |    |
| BW                             | Pfarrhaus mit Scheune                                   | Pochwerksgrund 2 (Karte) |           |              |    |

## Heidersbach

### Einzeldenkmale
| Bild                           | Bezeichnung                                                           | Lage                | Datierung | Beschreibung | ID |
| ------------------------------ | --------------------------------------------------------------------- | ------------------- | --------- | ------------ | -- |
| weitere Bilder Fotos hochladen | Evangelische Filialkirche mit Kirchhof und künstlerischer Ausstattung | Kirchstraße (Karte) |           | 1909 geweiht |    |

## Heinrichs

### Denkmalensembles
| Bild            | Bezeichnung                        | Lage                          | Datierung | Beschreibung | ID |
| --------------- | ---------------------------------- | ----------------------------- | --------- | --- | -- |
| Fotos hochladen | Industriegelände der Firma Simson  | Koordinaten fehlen! Hilf mit. |           | |    |
| Fotos hochladen | Das Ensemble historischer Ortskern | Koordinaten fehlen! Hilf mit. |           | umfasst Teile der Straßen An der Kirche, Schnakenhügel, Teichweg, Wehnergasse, der Erhard-Schübel-Straße, Ernst-König-Straße, Friedrich-Ludwig-Jahn-Straße, Meininger Straße und Flurstücke. Der Ortskern ist mit seiner Struktur ein Zeugnis für das Marktrecht von Heinrichs. |    |

### Einzeldenkmale
| Bild                           | Bezeichnung                                                                                | Lage                         | Datierung | Beschreibung | ID |
| ------------------------------ | ------------------------------------------------------------------------------------------ | ---------------------------- | --------- | --- | -- |
| weitere Bilder Fotos hochladen | Evangelische Pfarrkirche „St. Ulrich“ mit künstlerischer Ausstattung                       | An der Kirche (Karte)        | 1452      | Baubeginn 1452, 1503 geweiht |    |
| Fotos hochladen                | Pfarrhaus                                                                                  | An der Kirche 3 (Karte)      |           | 1627; giebelständiger Fachwerkbau, Schmuckfachwerk mit Wildem Mann und Andreaskreuzen im Giebel, Geschossüberstand und Versatz im Brüstungsbereich profiliert unter anderem mit Rundstäben, Kehlen und Zahnschnitt, Anbau mit verbrettertem Laubengang |    |
| Fotos hochladen                | ehemaliges Brauhaus mit Kellerräumen                                                       | Ellerstraße 5                |           | |    |
| Fotos hochladen                | Gedenkstätte für antifaschistische Widerstandskämpfer aus Suhl-Heinrichs                   | Friedhofsweg (Karte)         |           | |    |
| Fotos hochladen                | Kapelle mit Relief                                                                         | Meininger Straße 49          |           | 1116 Kapelle in Heinrichs erwähnt, massiver Rechtecksaal aus dem 15. Jahrhundert mit halbrundem Ostabschluss und Relief der Kreuzigungsgruppe, nach Aufstockung in Fachwerk ab 1657 Flurschützenwohnung, 19. Jahrhundert Umbau und Verschieferung      |    |
| Fotos hochladen                | Gasthof mit Nebengebäude                                                                   | Meininger Straße 69          |           | |    |
| Fotos hochladen                | Wohnhaus                                                                                   | Meininger Straße 73 (Karte)  |           | |    |
| weitere Bilder Fotos hochladen | ehemaliges Rathaus                                                                         | Meininger Straße 89 (Karte)  |           | |    |
| Fotos hochladen                | Wohnhaus                                                                                   | Meininger Straße 93          |           | 1705 errichtetes Fachwerkgebäude |    |
| Fotos hochladen                | Wohnhaus                                                                                   | Meininger Straße 95 (Karte)  |           | |    |
| Fotos hochladen                | Wohnhaus                                                                                   | Meininger Straße 97 (Karte)  |           | 1658 errichtetes Fachwerkgebäude |    |
| Fotos hochladen                | Gasthof (Krell’s Brauerei) mit nördlicher Hofmauer, südlichem Nebengebäude, Gewölbekellern | Meininger Straße 103         |           | |    |
| Fotos hochladen                | ehemaliger Festsaal                                                                        | Meininger Straße 111         |           | |    |
| Fotos hochladen                | Wohn- und Geschäftshaus                                                                    | Meininger Straße 112         |           | |    |
| Fotos hochladen                | Wohn- und Geschäftshaus                                                                    | Meininger Straße 114 (Karte) |           | |    |
| Fotos hochladen                | Wohnhaus mit Kellergebäude; 1648 errichtetes Fachwerkgebäude                               | Meininger Straße 142 (Karte) |           | |    |
| Fotos hochladen                | Wohnhaus                                                                                   | Meininger Straße 176         |           | |    |
| weitere Bilder Fotos hochladen | Jüdischer Friedhof                                                                         | Schießgrund (Karte)          |           | |    |

## Mäbendorf

### Einzeldenkmale
| Bild                           | Bezeichnung                                                                | Lage                          | Datierung | Beschreibung    | ID |
| ------------------------------ | -------------------------------------------------------------------------- | ----------------------------- | --------- | --------------- | -- |
| weitere Bilder Fotos hochladen | Evangelische Kirche St. Ulrich mit künstlerischer Ausstattung und Kirchhof | Hauptstraße 16 (Karte)        |           | 16. Jahrhundert |    |
| Fotos hochladen                | ehemaliger Gasthof „Zum goldenen Schwan“                                   | Hauptstraße 18 / 18a< (Karte) |           |                 |    |
| Fotos hochladen                | ehemaliges Gutshaus                                                        | Hauptstraße 37 (Karte)        |           |                 |    |
| BW                             | ehemalige Schule                                                           | Hofgasse 7 (Karte)            |           |                 |    |

## Neundorf

### Einzeldenkmale
| Bild                           | Bezeichnung                                                          | Lage                       | Datierung | Beschreibung | ID |
| ------------------------------ | -------------------------------------------------------------------- | -------------------------- | --------- | --- | -- |
| Fotos hochladen                | Beschussamt                                                          | An der Hasel 2 (Karte)     |           | |    |
| Fotos hochladen                | Wohnhaus mit Nebengelass                                             | An der Hasel 74 (Karte)    |           | |    |
| Fotos hochladen                | Gasthof „Zum goldenen Hirsch“                                        | An der Hasel 91/93 (Karte) |           | Gasthof 1616 errichtet, Torhaus mit Renaissanceportal und -pforte, Fachwerkkonstruktion später umgebaut, nach 1711 Eigentum der Gemeinde und ab 1878 Privatbesitz, 1986/1995 umfassende Sanierung |    |
| Fotos hochladen                | Wohnhaus mit Werkstattgebäude                                        | An der Hasel 97 (Karte)    |           | |    |
| weitere Bilder Fotos hochladen | Evangelische Pfarrkirche mit künstlerischer Ausstattung und Kirchhof | An der Hasel 116 (Karte)   |           | 764 Errichtung der barocken Kirche, innen bauzeitliche Ausstattung mit Kanzelaltar, Orgel und Doppelempore, über der Westtür Schlussstein mit der Inschrift OCS (OMNIA CUM DEO) „Alles mit Gott“  |    |
| BW                             | Wohnhaus                                                             | An der Hasel 131 (Karte)   |           | |    |
| BW                             | Wohnhaus                                                             | An der Hasel 133 (Karte)   |           | |    |
| BW                             | Wohnhaus                                                             | An der Hasel 174 (Karte)   |           | |    |
| BW                             | Wohnhaus                                                             | An der Hasel 179 (Karte)   |           | |    |
| BW                             | Wohnhaus                                                             | An der Hasel 188 (Karte)   |           | |    |
| BW                             | Wohnhaus                                                             | Böttcherstraße 13 (Karte)  |           | |    |

## Vesser

### Einzeldenkmale
| Bild                           | Bezeichnung                                              | Lage                            | Datierung | Beschreibung | ID |
| ------------------------------ | -------------------------------------------------------- | ------------------------------- | --------- | ------------ | -- |
| weitere Bilder Fotos hochladen | Evangelische Filialkirche mit künstlerischer Ausstattung | Breitenbacher Straße 6a (Karte) |           |              |    |

## Wichtshausen

### Denkmalensembles
| Bild            | Bezeichnung                        | Lage                          | Datierung | Beschreibung | ID |
| --------------- | ---------------------------------- | ----------------------------- | --------- | ------------ | -- |
| Fotos hochladen | Historischer Ortskern Wichtshausen | Koordinaten fehlen! Hilf mit. |           |              |    |

### Einzeldenkmale
| Bild                           | Bezeichnung                                                                         | Lage                    | Datierung | Beschreibung | ID |
| ------------------------------ | ----------------------------------------------------------------------------------- | ----------------------- | --------- | --- | -- |
| Fotos hochladen                | Gehöft                                                                              | Bergstraße 1            |           | |    |
| Fotos hochladen                | Wohnhaus                                                                            | Bergstraße 7            |           | |    |
| Fotos hochladen                | Pfarrhaus                                                                           | Hauptstraße 334 (Karte) |           | um 1700 errichtetes Wohnhaus in Fachwerk mit „Wildem Mann“, reichdekoriert unter anderem mit Zahnschnitt an Rähm und Schwelle und der Thüringer Leiter in Brüstungsfeldern, Gehöft mit Scheune, Stall und Garten                                |    |
| Fotos hochladen                | Wohnhaus mit Nebengebäude                                                           | Hauptstraße 339         |           | |    |
| Fotos hochladen                | Wohnhaus mit Hof                                                                    | Hauptstraße 341         |           | |    |
| BW                             | Wohnhaus                                                                            | Hauptstraße 343 (Karte) |           | |    |
| BW                             | Wohnhaus mit Hof und Nebengebäude                                                   | Hauptstraße 356 (Karte) |           | |    |
| Fotos hochladen                | Friedhofskapelle                                                                    | Hauptstraße 362         |           | |    |
| weitere Bilder Fotos hochladen | Evangelische Pfarrkirche St. Bonifatius mit künstlerischer Ausstattung und Kirchhof | Kirchenweg 2 (Karte)    |           | 1634 Kirche gebrandschatzt, 1656 Kirchenschiff aufgebaut am alten Turm, der massive gotische Turm bekam im 18. Jahrhundert einen Fachwerkaufsatz mit barocker Haube, nach Abbruch 1855 Neubau des neogotischen Kirchenschiffs in Eichenfachwerk |    |
| Fotos hochladen                | Schule                                                                              | Kirchenweg 4            |           | |    |
| Fotos hochladen                | Wohnhaus mit Nebengebäude                                                           | Lindenplatz 4           |           | |    |
| Fotos hochladen                | Wohnhaus                                                                            | Lindenweg 20            |           | |    |
| Fotos hochladen                | Gehöft                                                                              | Rupprechtstraße 2       |           | |    |